# Шімла
Шімла (гінді शिमला [ˈʃɪmlaː] ( прослухати); пенджаб. ਸ਼ਿਮਲਾ; англ. Shimla, раніше Simla) — столиця індійського штату Хімачал-Прадеш.
З 1864 місто було літньою столицею Британської Індії, а зараз є популярним туристичним центром. Місто часто називають «королевою пагорбів». Воно розташоване на передгір'ях Гімалаїв на висоті 2128 м над рівнем моря. Його оточують соснові, рододендронові і дубові ліси, літо дуже приємне, але зима холодна. Місто також відоме своєю архітектурою у стилі відродження Тюдорів та неоготичному стилі, що нагадує будови колоніальних часів. Місто з'єднане з містом Калка однією з найдовших вузькоколійних залізниць в Індії, залізницею Калка-Шімла. Найближче велике місто — Чандіґарх — знаходиться за 115 км, Нью-Делі — за 365 км.
Місто назване на честь богині Шімала Деві, інкарнації богині Калі.

## Клімат
Місто знаходиться у зоні, котра характеризується океанічним кліматом субтропічних нагір'їв. Найтепліший місяць — червень із середньою температурою 19.8 °C (67.6 °F). Найхолодніший місяць — січень, із середньою температурою 5.3 °С (41.5 °F).
| Клімат Шімли            | Клімат Шімли | Клімат Шімли | Клімат Шімли | Клімат Шімли | Клімат Шімли | Клімат Шімли | Клімат Шімли | Клімат Шімли | Клімат Шімли | Клімат Шімли | Клімат Шімли | Клімат Шімли | Клімат Шімли |
| Показник                | Січ.         | Лют.         | Бер.         | Квіт.        | Трав.        | Черв.        | Лип.         | Серп.        | Вер.         | Жовт.        | Лист.        | Груд.        | Рік          |
| Середній максимум, °C   | 8,6          | 9,7          | 13,9         | 18,9         | 22,7         | 23,7         | 20,9         | 19,8         | 19,6         | 17,9         | 14,1         | 11,1         | 16,7         |
| Середня температура, °C | 5,3          | 6,2          | 10,2         | 14,9         | 18,6         | 19,8         | 18,1         | 17,4         | 16,6         | 14,3         | 10,6         | 7,6          | 13,3         |
| Середній мінімум, °C    | 1,9          | 2,7          | 6,5          | 10,9         | 14,4         | 15,8         | 15,3         | 14,9         | 13,5         | 10,7         | 7            | 4,1          | 9,8          |
| Норма опадів, мм        | 57.9         | 64.2         | 62.1         | 46.1         | 62.8         | 161.1        | 419          | 385.9        | 206.5        | 38.5         | 12           | 23.2         | 1539.3       |
| ----------------------- | ------------ | ------------ | ------------ | ------------ | ------------ | ------------ | ------------ | ------------ | ------------ | ------------ | ------------ | ------------ | ------------ |
| Джерело: Weatherbase    |              |              |              |              |              |              |              |              |              |              |              |              |              |

## Персоналії
- Ідріс Шах (1924—1996) — автор і вчитель суфійської традиції
- Селіна Джейтлі (* 1981) — індійська акторка і фотомодель.